# Penny Casdagli
Penny Casdagli (nascida em 12 de agosto de 1948) é uma atriz grega.

## Início de vida
Ela nasceu Alexis Penny Casdagli, filha de Alexis Theodore Casdagli e Winifred Wendy Casdagli (nascida Levrett), que serviram na Segunda Guerra Mundial como Major e Capitã, respectivamente. Após o fim da guerra, os dois conheceram-se enquanto serviam em Volos, casando-se em 1947 e dando à luz a sua filha no ano seguinte, durante a Guerra Civil Grega. Em 1949, Penny foi baptizada Penelope Sherrie Casdagli no sino de um navio de guerra revirado no porto. Legalmente, era solo britânico, então os seus pais poderiam conseguir um passaporte para ela no caso de uma saída de emergência do país devastado pela guerra.

## Atriz
Ela formou-se como dançarina na Arts Education School antes de estudar na Royal Central School of Speech and Drama. O seu trabalho de actuação na TV inclui Judge Dee, Jubilee, Doctor Who (Destiny of the Daleks, de 1979) e Grange Hill, além de interpretar Trudi, uma viciada em heroína de 18 anos, no filme de 1971, Puppet on a Chain.